# 谭述森
谭述森（1942年1月30日—），重庆开县人，中国卫星导航系统总体设计专家。1965年毕业于成都电讯工程学院雷达专业。2015年当选为中国工程院院士。